# Robert Douin
Robert Douin, né le 4 juillet 1891 à Caen où il est mort fusillé le 6 juin 1944, est un ancien combattant de la Première Guerre mondiale cité à l'ordre régimentaire qui est entré dès novembre 1940 dans la Résistance intérieure française.
Sculpteur et restaurateur de monuments, excellent dessinateur, il a tiré profit de ses nombreux déplacements professionnels en Normandie pour effectuer des relevés des défenses allemandes que le réseau Alliance transmettait aux Alliés. 
Arrêté le 17 mars 1944 par la Gestapo, incarcéré à la maison d'arrêt de Caen, il fait partie des 73 résistants fusillés dans les cours de la prison le jour-même du Débarquement de Normandie.
Son corps, comme ceux de tous ses compagnons d'infortune, n'a à ce jour, pas été retrouvé. 

## Biographie
Né à Caen le 4 juillet 1891, Robert Douin s'inscrit dans une lignée de sculpteurs du côté de son père, Raoul Joseph Douin, professeur de l'école des beaux-arts de Caen. Sous sa houlette, il se destine à une carrière artistique de sculpteur sur pierre et bois. Il a quinze ans lorsqu'il commence à accompagner son père sur des chantiers de restauration de monuments historiques caennais comme l'église Saint-Pierre, l'église Saint-Jean, l'église du Vieux-Saint-Gilles ou encore l'Hôtel d'Escoville.  

### Sous les drapeaux
Il est incorporé le 1er octobre 1912 au 36e régiment d'infanterie de Caen pour effectuer son service militaire. Nommé successivement soldat de première classe et caporal l'année suivante puis sergent en 1913, il est encore sous les drapeaux lorsque la guerre éclate. 

### Au front
Il part au front en août 1914 et se bat à Landifay lors de la Bataille de Guise où il reçoit une première blessure. Evacué, il repart aussitôt au front où il est de nouveau blessé, plus grièvement, par un éclat d'obus lors des combats en Artois mais malgré la douleur, il maintient la ligne de la section dont il a le commandement. Son dévouement et son courage lui valent une citation à l'ordre régimentaire. De nouveau évacué, il rentre en Normandie où il se marie pour la première fois avec Maria Langlois le 27 mars 1916 . 
Durant les mois qu'il passe au front, il tient un carnet où il décrit la vie de tranchée. Ses croquis, qu'il adresse à son père, sont publiés dans la Petite Revue bas-normande de la guerre. 
Il est démobilisé le 17 août 1919 mais garde de profondes séquelles physiques de ses blessures.

### Durant l'entre-deux-guerres
Après la Première guerre, il enseigne les beaux arts à Caen et en 1930, il succède à son père à la tête de l'école. En 1936, il remporte le prix pour le buste d'une nouvelle Marianne en prenant pour modèle l'une de ses élèves. La Ville de Caen lui confie la création du monument aux morts de la Grande Guerre qui est érigé en 1938 dans l'enceinte du château de Caen. 

### En Résistance
Animé par l'amour de la patrie, Robert Douin entre dans l'Armée des volontaires dès novembre 1940. Il participe activement à la collecte des renseignements sur l’armée allemande et les usines travaillant pour le Reich, Lors de ses nombreux déplacements professionnels, il effectue des relevés des fortifications allemandes le long de la côte et dès 1941, il est aidé dans cette mission par son fils, Rémi, alors âgé de 14 ans. En 1942, il rejoint le réseau Alliance, un groupe de résistants travaillant pour les Britanniques et le 1er février 1943 devient le chef du secteur de Caen, sous le pseudonyme de « Civette », tous les membres de ce réseau de renseignement portant pour pseudonyme le nom d'un animal. Il travaille aussi pour le réseau Centurie, les deux chefs de réseau ignorant tout de cette situation.   
Patiemment et avec une grande précision, Robert Douin dessine une carte du mur de l'Atlantique sur les côtes normandes à partir de cartes d'état-major « qu'il agrandit à l'échelle de 1/10 000°, soit 10 cm pour chaque kilomètre ». Il est aidé dans son repérage par plusieurs agents dont le métier leur permet de se déplacer fréquemment sur le littoral : des marins-pêcheurs, des facteurs et des cantonniers. Les calques sont transportés au fur et à mesure de leur réalisation à Paris par un agent de liaison, Jean Truffaut dit « Tadorne », un étudiant originaire de Rennes puis de là, ils sont acheminés à Londres par avion Lysander. Mis bout à bout, ces calques forment à la fin de l'hiver 1943-1944 une carte de plusieurs mètres de long qui sera d'une aide précieuse aux Alliés pour les opérations du Débarquement de Normandie.   
Ayant caché un émetteur radio dans le clocher de l'église Saint-Nicolas de Caen, Robert Douin transmet directement ses renseignements à Londres. Trahi par l'un des membres du réseau Alliance qui était un agent double, il est arrêté par la Gestapo le 17 mars 1944 alors qu'il se trouvait sur un chantier près du stade Hélitas à Caen. Il est incarcéré à la prison de Caen où il est torturé. Son fils Rémi venait d'être éloigné de Caen et envoyé à Dives-sur-Mer : il ne reverra plus son père.   

### Exécution
Le 6 juin 1944, la Gestapo se présente à la maison d'arrêt et fait se rassembler les prisonniers par groupes de quatre à sept. Elle les fait fusiller pour empêcher leur libération par les Alliés. Robert Douin est exécuté parmi ses camarades résistants, enterré provisoirement dans l'une des courettes de la prison puis exhumé et transporté en un autre lieu par les Allemands avant la libération de la ville. 

## Recherche du corps
Malgré des recherches entreprises dès 1944, les corps des victimes dont celui de Robert Drouin n'ont jamais été retrouvés. Plusieurs hypothèses ont été émises qui n'ont pu être vérifiées.
Très ému par la douleur des familles qui n'ont pu toujours faire leur deuil, le député Fabrice Le Vigoureux rencontre en janvier 2024 le président Emmanuel Macron pour lui demander qu'une bourse de recherche soit allouée pour retrouver les corps de ces suppliciés. Par un courrier du début juillet 2024, le président indique au député que le ministère des Armées financera une bourse universitaire de recherche à cet effet. 

## Œuvres
Robert Douin était un aquarelliste de talent : l'une de ses œuvres, représentant la Maison des Quatrans à Caen, côté cour, réalisée en 1927, a été acquise par les Archives départementales du Calvados en 1996 et a été numérisée. 
Des commandes de mobilier d'église lui ont été passées dans l'entre-deux-guerres comme la chaire à prêcher en pierre de l'église Saint-André et Saint-Sébastien de Port-en-Bessin-Huppain dont l'escalier et la cuve ont été posés en 1929 et l'abat-voix en 1932. 
La Marianne de Robert Douin dont le modèle a été sculpté en 1936 figure dans de nombreuses mairies du Calvados notamment à Gonneville-en-Auge. Elle figure aussi dans des mairies de Bretagne comme à Bruz en Ille-et-Vilaine. 

## Distinctions et hommages
Robert Douin a reçu à titre posthume la médaille de la Résistance avec rosette en octobre 1945 et le titre de chevalier de la Légion d'honneur en juin 1947.
En 1951 est fondée l’association des Amis de Raoul et Robert Douin qui réunit les anciens élèves de l’Ecole des Beaux-Arts de Caen ayant suivi les cours des deux sculpteurs et dont le but était d’entretenir le souvenir des deux hommes. 
En 1960, une plaque au nom des deux hommes a été inaugurée et apposée à l'entrée du cimetière de l'église Saint-Nicolas de Caen par le général Pierre Kœnig et le maire de Caen, Jean-Marie Louvel. 
Un square porte leur nom dans le quartier Saint-Gabriel. 
Lors du 10e anniversaire du Débarquement, un hommage solennel est rendu à Robert Douin. 
Son nom et son sacrifice ont été rappelés lors des hommages aux fusillés de la prison de Caen rendus par les présidents de la République française François Hollande en 2014 et Emmanuel Macron en 2019 puis en 2024 avec dépôt de gerbe et lecture des noms de toutes les victimes avec mention Mort pour la France. 

« A Caen, près de 80 Normands, détenus par la Gestapo, sont fusillés dès les premières heures du 6 juin. Robert DOUIN était l'un d'entre eux. Directeur de l'école des Beaux-Arts de Caen, il était responsable du réseau Alliance pour le Calvados. Depuis plusieurs mois, son activité consistait le jour à sillonner la côte pour restaurer des œuvres d'art dans les églises, et la nuit, il transmettait à Londres les informations qu'il avait recueillies patiemment, méticuleusement sur les fortifications allemandes. Son travail fut d'un grand secours pour le Débarquement.
Son fils, Rémy l'accompagnait dans certaines de ses missions. J'étais avec lui, il y a un instant, pour l'hommage que nous avons rendu à ces fusillés, et je veux à cet instant, à lui, à ses compagnons qui étaient présents, à ces hommes et à ces femmes, enfants des disparus, exprimer la reconnaissance de la Nation pour les résistants de Normandie. »

— François Hollande
Le 2 octobre 2015 a été inauguré à Caen, en présence de la petite-fille du résistant, le nouveau centre du service national dont l'une des salles de formation porte le nom de Robert Douin. 

## Son fils, Rémi
Dès 1941, alors qu'il n'a que 14 ans, Rémi, le fils de Robert aide son père à relever les plans des fortifications allemandes sur la côte normande pendant les vacances scolaires. Il l'assiste dans son travail de cartographe et contribue à la réalisation d'une carte de 17 m de long d'une très grande précision. Orphelin de guerre et soutien de famille, sa mère ne travaillant pas et sa sœur étant handicapée, il ne pourra passer son baccalauréat. Au retour de son service militaire en 1948, il entre comme dessinateur dans l'entreprise d'électricité Masselin de Cormelles-le-Royal et devient ingénieur en 1992. Retraité, il s'investit auprès de la jeunesse comme « passeur de mémoire » et ne cesse de témoigner de l'action de son père dans les collèges et lycées du Calvados. Il raconte avoir eu, quelques semaines après le Débarquement, l'émotion et la consolation d'avoir vu dans les mains d'un officier britannique la carte réalisée par son père dont le sacrifice n'a pas été vain.